# Anastasiya Jaritónova
Anastasiya Alexándrovna Jaritónova –en ruso, Анастасия Александровна Харитонова– (nacida como Anastasiya Alexándrovna Serguéyeva, Kalinin, URSS, 6 de febrero de 1987) es una deportista rusa que compitió en piragüismo en la modalidad de aguas tranquilas. Ganó cuatro medallas en el Campeonato Mundial de Piragüismo entre los años 2010 y 2011, y siete medallas en el Campeonato Europeo de Piragüismo entre los años 2004 y 2014. Está casada con el piragüista Oleg Jaritónov.

## Palmarés internacional
| Campeonato Mundial | Campeonato Mundial     | Campeonato Mundial | Campeonato Mundial |
| Año                | Lugar                  | Medalla            | Competición        |
| ------------------ | ---------------------- | ------------------ | ------------------ |
| 2010               | Poznań (Polonia)       | Medalla de plata   | K2 500 m           |
| 2010               | Poznań (Polonia)       | Medalla de bronce  | K2 1000 m          |
| 2010               | Poznań (Polonia)       | Medalla de bronce  | K1 4 × 200 m       |
| 2011               | Szeged (Hungría)       | Medalla de plata   | K1 4 × 200 m       |
| Campeonato Europeo |                        |                    |                    |
| Año                | Lugar                  | Medalla            | Competición        |
| 2004               | Poznań (Polonia)       | Medalla de plata   | K4 1000 m          |
| 2009               | Brandeburgo (Alemania) | Medalla de bronce  | K2 1000 m          |
| 2010               | Corvera (España)       | Medalla de plata   | K2 500 m           |
| 2010               | Corvera (España)       | Medalla de plata   | K2 1000 m          |
| 2011               | Belgrado (Serbia)      | Medalla de bronce  | K2 500 m           |
| 2011               | Belgrado (Serbia)      | Medalla de bronce  | K2 1000 m          |
| 2014               | Brandeburgo (Alemania) | Medalla de bronce  | K1 1000 m          |